# Strada nazionale 99
La strada nazionale 99 era una strada nazionale del Regno d'Italia, che congiungeva Nicastro alla strada nazionale 97 di Paola e della Sila nei pressi di Santa Severina.
Venne istituita nel 1923 con il percorso "Dalla stazione ferroviaria di Nicastro sulla nazionale n. 68 a Soveria Mannelli sulla nazionale n. 87, e da questa per Taverna - Bivio per Petilia Policastro all'innesto Gazzani sulla nazionale n. 97".
Nel 1928, in seguito all'istituzione dell'Azienda Autonoma Statale della Strada (AASS) e alla contemporanea ridefinizione della rete stradale nazionale, il suo tracciato costituì la quasi interezza della strada statale 109 della Piccola Sila.